# Darke Peak
Darke Peak is een plaats in de Australische deelstaat Zuid-Australië en telde in 2006 een inwoneraantal van 175.